# Ailuroedus
Ailuroedus, es un género de Ave Passeriformes de la familia de los Ptilonorhynchidae, tiene tres especies reconocidas científicamente. Las especies se localizan en Nueva Guinea y Australia.

## Especies
- Ailuroedus buccoides
- Ailuroedus crassirostris
- Ailuroedus melanotis